# افیولیت

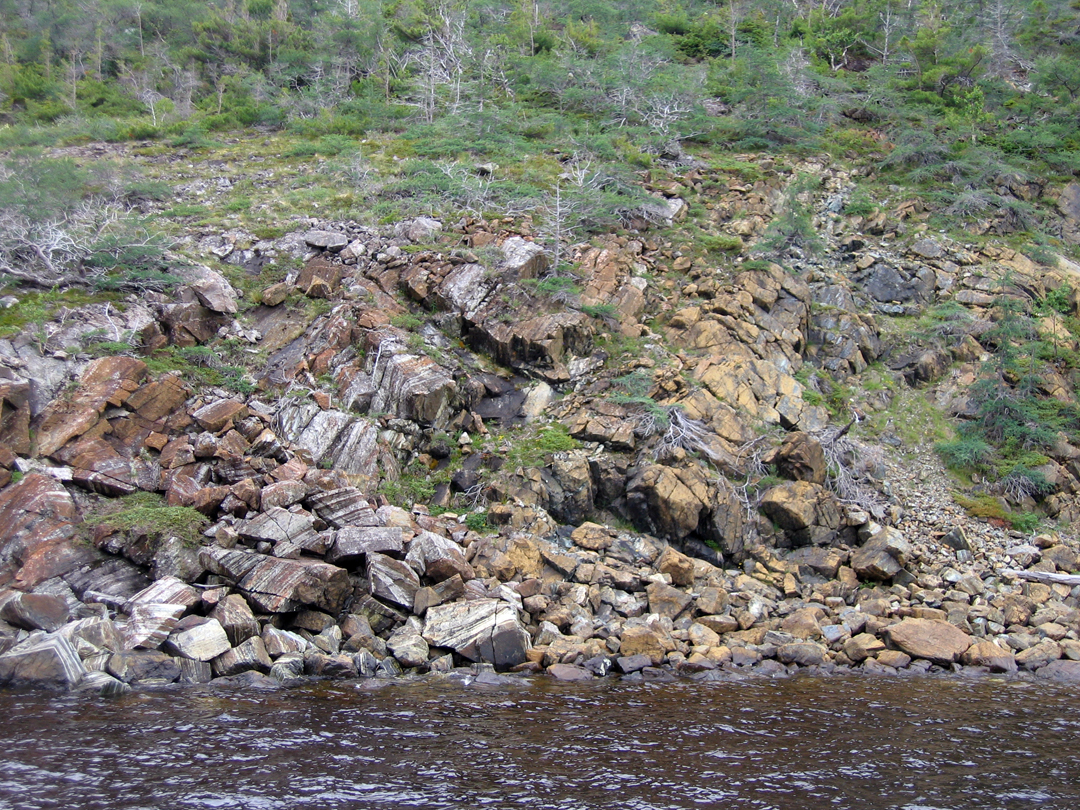
افولیت اردوویسینی در پارک ملی گرو مورن، نیوفاوندلند.

اُفیولیت (ophiolite) یا مارسَنگ بخشی از پوسته اقیانوسی کره زمین و گوشته بالایی زمین در زیر پوسته است که در پی فشار به سوی بالا آمده و از آب دریاها بیرون آمده است.
منظور از افیولیت فقط یک سنگ خاص نیست، بلکه هنگامی که صحبت از افیولیت می‌شود، منظور ردیفی از مجموعه‌های سنگی با توالی ویژه است.به همین خاطر غالباً به آن‌ها مجموعه‌های افیولیتی گفته می‌شود. شیوه قرار گرفتن و استقرار مجموعه‌های سنگی مذکور قانونمند است و توالی معینی دارد. بدین ترتیب که ستون سنگ‌ها از بالا به پائین عبارتند از: رسوبات دریایی، گدازه‌های بالشی و سنگ‌های آتشفشانی، دایک‌های دیابازی، کومولای گابرویی یا گابروهای لایه‌ای، کومولاهای الترامافیک و سنگ‌های الترامافیک؛ یافتهٔ دگرگونه.

## ساختار
از دیدگاه واژگانی، افیولیت از دو واژه یونانی (ὄφις) به معنی مار و (λίθος) به معنی سنگ ساخته شده‌است. علت این نام‌گذاری به این است که: در مجموعه‌های مذکور، سنگ‌های الترابازیک، مخصوصا سرپانتینیت فراوانند. این سنگ‌ها رنگی شبیه رنگ پوست مار؛ یعنی سبز خال‌خال دارند ولی از دیدگاه علم زمین‌شناسی، افیولیت به مجموعه‌ای از سنگ‌های لایه‌لایه با توالی خاص می‌گویند. این توالی سنگی از بالا به پائین عبارتند از:
الف)رسوبات دریایی که عمدتاً آهک‌های لجه‌ای (پلاژیک) و بعضاً «فسیل‌دار» هستند.
ب)سنگ‌های آتشفشانی و گدازه‌ای بالشی.
ج)دایک‌های دیابازی و دلریتی که حتی داخل گدازه‌ای بالشی فوقانی خود نفوذ کرده‌اند.
د)سنگ‌های گابرویی که نشان‌دهندهٔ تبلور در محیط آرام و زمان طولانی هستند.
ه)کومولیت‌های الترامافیک که بیش‌تر از اولیوین و پیروکسن تشکیل شده‌اند.
و)سنگ‌های الترامافیک دگرگون شده که در واقع قسمتی از گوشتهٔ فوقانی هستند.
بنابراین با توجه به سنگ‌شناسی یادشده، می‌توان گفت: افیولیت‌ها سنگ‌هایی هستند با منشأ گوشته فوقانی که در زیر اقیانوس‌ها بالا آمده‌اند و در مجاورت با آب اقیانوس‌ها سریع سرد شده و گدازه‌ای بالشی را تشکیل داده‌اند.
البته به‌ندرت می‌توان یک افیولیتِ دارای چنین سکانس کاملی یافت و در بیش‌تر موارد بخش‌هایی از این سکانس حذف شده‌اند. گاهی نیز تأثیر حوادث تکتونیکی موجب در هم آمیخته شدن و گسیختن این سکانس افیولیتی شده و آمیزه درهمی از واحدهای افیولیتی را پدید آورده که به آن «آمیزه افیولیتی» یا ophiolite melange می‌گویند.
پوسته اقیانوسی افیولیت‌ها دارای خاستگاه تکتونیکی گوناگونی بوده و در محیط‌های گوناگونی به‌وجود آمده‌اند و مواضع تکتونیکی که برای افیولیت‌ها پیشنهاد شده عبارت هستند از:
- پشته‌های میان‌اقیانوسی
- حوضه‌های پشت‌قوسی
- حوضه پیشانی‌قوسی
- جزایر قوسی.